# 33e cérémonie des Oscars
La 33e cérémonie de remise des Oscars du cinéma, récompensant les films sortis en 1960, s'est déroulée le lundi 17 avril 1961 au Santa Monica Civic Auditorium de Santa Monica et a été diffusée sur ABC.
Un Oscar d'honneur fut décerné à Gary Cooper. Trop souffrant pour assister à la cérémonie, celui-ci chargea son ami James Stewart de le recevoir en son nom.

## Cérémonie
- Maitre de cérémonie : Bob Hope
- Direction musicale : Andre Prévin
- Dialogues : Richard Breen, Hal Kanter, Jack Rose, Melville Shavelson
- Production : Arthur Freed et Richard Dunlap
- Réalisation (NBC) : Richard Dunlap

C'est la première fois que les Oscars se dotent d'un tapis rouge pour la cérémonie (sachant que la première diffusion en couleur à la télévision date de 1966).

## Palmarès
Note : Les lauréats sont indiqués ci-dessous en premier de chaque catégorie et en caractères gras.

### Meilleur film
- La Garçonnière (The Apartment) - Billy Wilder, producteur
  - Alamo (The Alamo) - John Wayne, producteur
  - Elmer Gantry le charlatan (Elmer Gantry) - Bernard Smith, producteur
  - Amants et Fils (Sons and Lovers) - Jerry Wald, producteur
  - Horizons sans frontières (The Sundowners) - Fred Zinnemann, producteur

### Meilleur réalisateur
- Billy Wilder pour La Garçonnière
  - Jack Cardiff pour Amants et Fils
  - Jules Dassin pour Jamais le dimanche (Pote tin kyriaki) (Grèce)
  - Alfred Hitchcock pour Psychose (Psycho)
  - Fred Zinnemann pour Horizons sans frontières

### Meilleur acteur
- Burt Lancaster dans Elmer Gantry le charlatan
  - Trevor Howard dans Amants et Fils
  - Jack Lemmon dans La Garçonnière
  - Laurence Olivier dans Le Cabotin (The Entertainer) de Tony Richardson (G.-B.)
  - Spencer Tracy dans Procès de singe (Inherit the Wind) de Stanley Kramer

### Meilleure actrice
- Elizabeth Taylor  dans La Vénus au vison (Butterfield 8) de Daniel Mann
  - Greer Garson dans Sunrise at Campobello de Vincent J. Donehue
  - Deborah Kerr dans Horizons sans frontières
  - Shirley MacLaine dans La Garçonnière
  - Melina Mercouri dans Jamais le dimanche

### Meilleur acteur dans un second rôle
- Peter Ustinov dans Spartacus de Stanley Kubrick
  - Peter Falk dans Crime, société anonyme (Murder, Inc.) de Burt Balaban et Stuart Rosenberg
  - Jack Kruschen dans La Garçonnière
  - Sal Mineo dans Exodus d'Otto Preminger
  - Chill Wills dans Alamo

### Meilleure actrice dans un second rôle
- Shirley Jones dans Elmer Gantry le charlatan
  - Glynis Johns dans Horizons sans frontières
  - Shirley Knight dans The Dark at the Top of the Stairs de Delbert Mann
  - Janet Leigh dans Psychose
  - Mary Ure dans Amants et Fils

### Meilleur scénario original
- Billy Wilder et I.A.L. Diamond pour La Garçonnière
  - Richard Gregson, Michael Craig et Bryan Forbes pour Le Silence de la colère (The Angry Silence) de Guy Green (G.-B.)
  - Norman Panama et Melvin Frank pour Voulez-vous pêcher avec moi ? (The Facts of Life) de Melvin Frank
  - Marguerite Duras pour Hiroshima mon amour d'Alain Resnais
  - Jules Dassin pour Jamais le dimanche

### Meilleur scénario adapté
- Richard Brooks pour Elmer Gantry le charlatan
  - Nathan E. Douglas et Harold Jacob Smith pour Procès de singe
  - Gavin Lambert (en) et T. E. B. Clarke pour Amants et Fils
  - Isobel Lennart pour Horizons sans frontières
  - James Kennaway (en) pour Les Fanfares de la gloire (Tunes of Glory) de Ronald Neame (G.-B.)

### Meilleur film en langue étrangère
- La Source (Jungfrukällen) de Ingmar Bergman •  Suède
  - Neuvième Cercle (Deveti krug) de France Stiglic •  Yougoslavie
  - Kapò de Gillo Pontecorvo •  Italie
  - La Vérité de Henri-Georges Clouzot •  France
  - Macario de Roberto Gavaldón •  Mexique

### Meilleure photographie

#### Noir et blanc
- Freddie Francis pour Amants et Fils
  - Joseph LaShelle pour La Garçonnière
  - Charles Lang pour Voulez-vous pêcher avec moi ?
  - Ernest Laszlo pour Procès de singe
  - John L. Russell pour Psychose

#### Couleur
- Russell Metty pour Spartacus
  - William H. Clothier pour Alamo
  - Joseph Ruttenberg et Charles Harten pour La Vénus au vison
  - Sam Leavitt pour Exodus
  - Joseph MacDonald pour Pepe de George Sidney

### Meilleure direction artistique

#### Noir et blanc
- Alexander Trauner et Edward G. Boyle pour La Garçonnière
  - J. McMillan Johnson (en), Kenneth A. Reid (en) et Ross Dowd (en) pour Voulez-vous pêcher avec moi ?
  - Joseph Hurley (en), Robert Clatworthy et George Milo (en) pour Psychose
  - Thomas N. Morahan et Lionel Couch (en) pour Amants et Fils
  - Hal Pereira, Walter H. Tyler, Sam Comer et Arthur Krams pour Mince de planète (Visit to a Small Planet) de Norman Taurog

#### Couleur
- Alexander Golitzen, Eric Orbom, Russell A. Gausman et Julia Heron pour Spartacus
  - George W. Davis, Addison Hehr (en), Henry Grace, Hugh Hunt et Otto Siegel pour La Ruée vers l'Ouest (Cimarron) d’Anthony Mann
  - Hal Pereira, Roland Anderson (en), Sam Comer et Arrigo Breschi (en) pour C'est arrivé à Naples (It Started in Naples) de Melville Shavelson
  - Ted Haworth et William Kiernan pour Pepe
  - Edward Carrere et George James Hopkins pour Sunrise at Campobello

### Meilleurs costumes

#### Noir et blanc
- Edith Head et Edward Stevenson pour Voulez-vous pêcher avec moi ?
  - Marik Vos-Lundh pour La Source
  - Theoni V. Aldredge pour Jamais le dimanche
  - Howard Shoup pour La Chute d'un caïd (The Rise and Fall of Legs Diamond) de Budd Boetticher
  - Bill Thomas pour Les Sept Voleurs (Seven Thieves) d’Henry Hathaway

#### Couleur
- Valles et Bill Thomas pour Spartacus
  - Irene Sharaff pour Can-Can de Walter Lang
  - Irene Sharaff pour Piège à minuit (Midnight Lace) de David Miller
  - Edith Head pour Pepe
  - Marjorie Best pour Sunrise at Campobello

### Meilleur son
- Gordon E. Sawyer et Fred Hynes (Samuel Goldwyn Studio et Todd-AO Sound Department) pour Alamo
  - Gordon Sawyer (Samuel Goldwyn SSD) pour La Garçonnière
  - Franklin Milton (Metro-Goldwyn-Mayer SSD) pour La Ruée vers l'Ouest
  - Charles Rice (en) (Columbia SSD) pour Pepe
  - George Groves (Warner Bros. SSD) pour Sunrise at Campobello

### Meilleure musique de film

#### Film dramatique
- Ernest Gold pour Exodus
  - Dimitri Tiomkin pour Alamo
  - André Previn pour Elmer Gantry le charlatan
  - Elmer Bernstein pour Les Sept Mercenaires (The Magnificent Seven) de John Sturges
  - Alex North pour Spartacus

#### Comédie musicale
- Morris Stoloff et Harry Sukman pour Le Bal des adieux (Song Without End) de Charles Vidor
  - André Previn pour Un numéro du tonnerre (Bells Are Ringing) de Vincente Minnelli
  - Nelson Riddle pour Can-Can
  - Lionel Newman et Earle H. Hagen pour Le Milliardaire (Let's Make Love) de George Cukor
  - Johnny Green pour Pepe

### Meilleure chanson
- Mános Hadjidákis pour Jamais le dimanche dans Jamais le dimanche
  - Dimitri Tiomkin (musique) et Paul Francis Webster (paroles) pour The Green Leaves of Summer dans Alamo
  - Johnny Mercer pour The Facts of Life dans Voulez-vous pêcher avec moi ?
  - Jimmy Van Heusen (musique) et Sammy Cahn (paroles) pour The Second Time Around dans Une seconde jeunesse (High Time) de Blake Edwards
  - André Previn (musique) et Dory Previn (paroles) pour Faraway Part of Town dans Pepe

### Meilleur montage
- Daniel Mandell pour La Garçonnière
  - Stuart Gilmore pour Alamo
  - Frederic Knudtson pour Procès de singe
  - Viola Lawrence et Al Clark pour Pepe
  - Robert Lawrence pour Spartacus

### Meilleurs effets spéciaux
- Gene Warren et Tim Baar pour La Machine à explorer le temps (The Time Machine) de George Pal
  - Augie Lohman pour Panique à bord (The Last Voyage) d’Andrew L. Stone

### Meilleur long-métrage documentaire
- The Horse with the Flying Tail produit par Larry Lansburgh (studios Walt Disney)
  - Rebel in Paradise produit par Robert D. Fraser

### Meilleur court métrage

#### Prises de vues réelles
- Day of the Painter produit par Ezra R. Baker
  - The Creation of Woman produit par Charles F. Schwep et Ismail Merchant
  - Islands of the Sea produit par Walt Disney
  - A Sport Is Born produit par Leslie Winik

#### Documentaire
- Giuseppina produit par James Hill (Italie)
  - Beyond Silence produit par l'U.S. Information Agency
  - En By ved navn København produit par Statens Filmcentral
  - George Grosz' Interregnum produit par Charles Carey et Altina Carey
  - Notre univers produit par Colin Low

#### Animation
- Munro produit par William L. Snyder
  - Goliath II produit par Walt Disney
  - High Note produit par Warner Bros.
  - Mouse and Garden produit par Warner Bros.
  - A Place in the Sun produit par Frantisek Vystrecil

## Oscars spéciaux

### Oscars d’honneur
- Gary Cooper « pour l'ensemble de sa carrière et sa renommée internationale » ;
- Stan Laurel « pour son apport dans le domaine de la comédie cinématographique ».

### Jean Hersholt Humanitarian Award
- Sol Lesser (producteur)

### Oscar de la jeunesse
- Hayley Mills « pour la prestation juvénile la plus remarquable » dans Pollyanna de David Swift

## Oscars scientifiques et techniques

### Oscar du mérite scientifique
- Ampex Professional Products Co. pour la production d’un système sonore simple et de haute qualité

### Oscar pour une contribution technique
- Carl Hauge, Robert Grubel et Edward Reichard (Consolidated Film Industries) pour le développement d’un système de développement de pellicule
- Arthur Holcomb et Petro Vlahos (Columbia Studio Camera Dept.) pour un système de caméra performante
- Anthony Paglia (20th Century-Fox Studio Mechanical Effects Dept.) pour la mise au point d’armes à feu de cinéma sécurisées

## Longs-métrages de fiction par Oscars
Cinq Oscars
- La Garçonnière

Quatre Oscars
- Spartacus

Trois Oscars
- Elmer Gantry le charlatan

Un Oscar
- La Vénus au vison
- La Source
- Amants et Fils
- Alamo
- Exodus
- Le Bal des adieux
- Jamais le dimanche
- La Machine à explorer le temps
- Voulez-vous pêcher avec moi ?

## Longs-métrages de fiction par nominations
Dix nominations
- La Garçonnière

Sept nominations
- Amants et Fils
- Alamo
- Pepe

Six nominations
- Spartacus

Cinq nominations
- Elmer Gantry le charlatan
- Horizons sans frontières
- Voulez-vous pêcher avec moi ?

Quatre nominations
- Jamais le dimanche
- Psychose
- Procès de singe
- Sunrise at Campobello

Trois nominations
- Exodus

Deux nominations
- La Source
- La Vénus au vison
- La Ruée vers l'Ouest
- Can-Can

Une nomination
- Le Cabotin
- The Dark at the Top of the Stairs
- Les Fanfares de la gloire
- Le Silence de la colère
- Crime, société anonyme
- Mince de planète
- C'est arrivé à Naples
- La Chute d'un caïd
- Les Sept Voleurs
- Piège à minuit
- Les Sept Mercenaires
- Le Bal des adieux
- Un numéro du tonnerre
- Le Milliardaire
- Une seconde jeunesse
- La Machine à explorer le temps
- Panique à bord
- Kapò
- La Vérité
- Macario
- Neuvième cercle